# Рейс 222 (фільм)
Рейс 222 — радянський двосерійний політико-психологічний фільм-драма, знятий у 1985 році режисером Сергієм Мікаеляном на кіностудії «Ленфільм».

## Сюжет
Солістка балету на льоду Ірина Паніна в складі трупи виступає в Нью-Йорку. Так збіглося, що разом з нею в цьому місті опинився і її чоловік — відомий спортсмен Геннадій Шувалов. Але якогось дня Геннадій зникає, а тієї ж ночі Ірина дізнається, що її чоловік вирішив залишитися в США і попросив політичного притулку. Побоюючись, що американські спецслужби насядуть на Паніну і переконають її також залишитися в Штатах, представники радянської сторони приймають рішення в той же день відправити її назад в Москву. В аеропорту імені Джона Кеннеді Ірина сідає на рейс SU-222 компанії Аерофлот, але в останній момент імміграційна влада затримують виліт і блокує літак поліцейськими машинами. Вимога американської влади — відпустити Ірину до чоловіка, оскільки радянська влада хоче її силою вивезти назад у Радянський Союз. Сама Ірина, однак, проти цього рішення, як і радянські громадяни. Починається протистояння радянської та американської сторін, протягом якого рейс 222 змушений простоювати в Нью-Йорку.

## У ролях
- Лариса Полякова — фігуристка Ірина Паніна
- Юрій Шадрін — командир повітряного судна Іван Кирилович
- Вілніс Бекеріс — співробітник Державного департаменту США Майкл Дрейк
- Валентин Букін — Федір, начальник Главку
- Айварс Сіліньш — Форрест, співробітник Державного департаменту США

## Знімальна група
- Режисер — Сергій Мікаелян
- Сценарист — Сергій Мікаелян
- Оператор — Сергій Астахов
- Композитор — Сергій Баневич
- Художник — Єлизавета Урліна